# Freundschaftshalle von Khartum

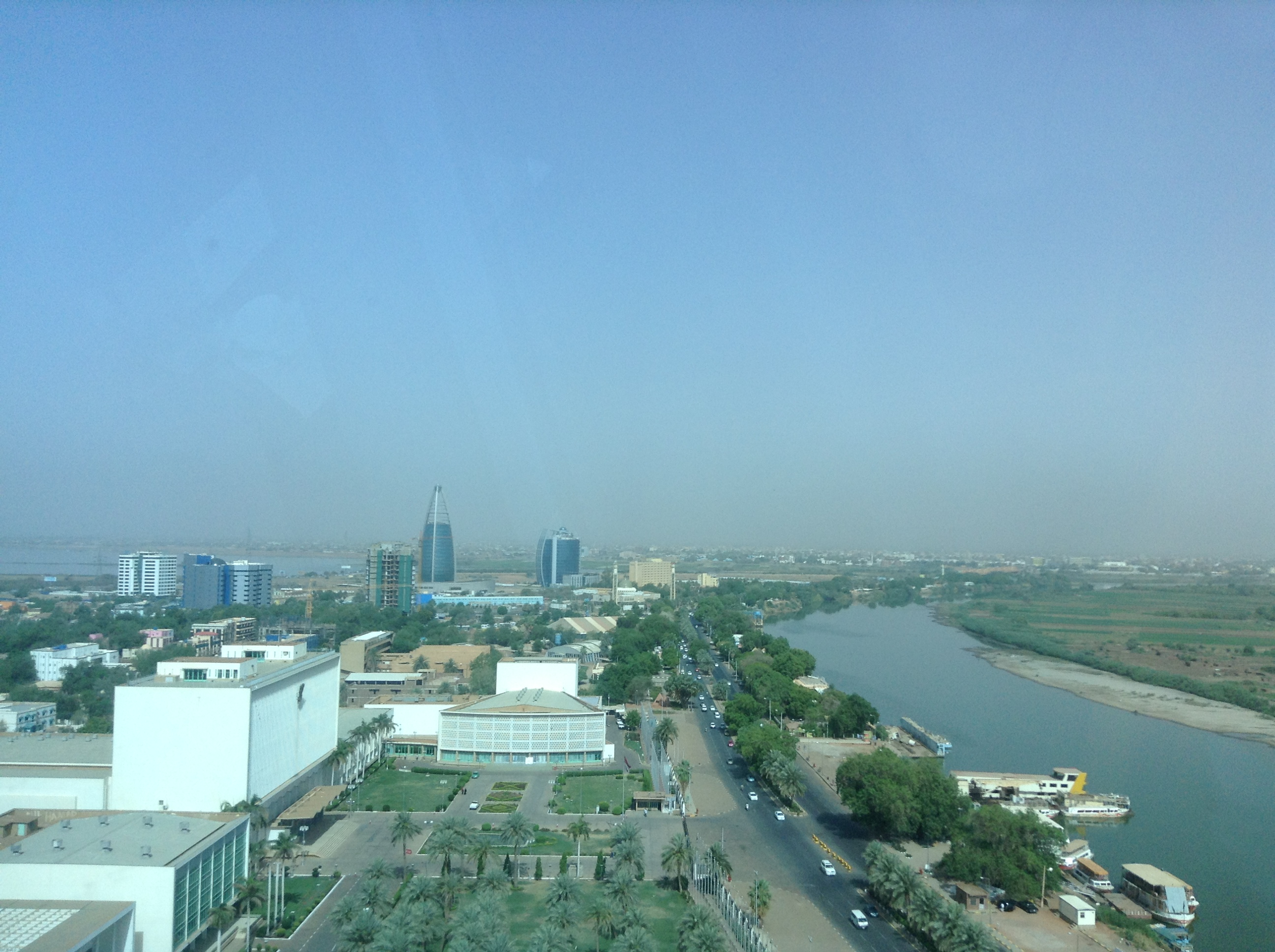
Ansicht von oben

Die Freundschaftshalle von Khartum (englisch Friendship Hall; arabisch قاعة الصداقة, DMG qāʿat aṣ-ṣadāqa) ist ein Konferenzzentrum in der sudanesischen Hauptstadt Khartum.
Das Gebäude liegt an der Uferstraße (Schariʿ an-Nil) am Blauen Nil im Nordwesten des zentralen Geschäftsviertels (Suq al-Arabi) westlich der Tuti-Brücke. Es wurde vom chinesischen Architekten Xiao Ling Guo im Auftrag des sudanesischen Bauministeriums geplant und sollte die Zusammenarbeit zwischen China und Sudan symbolisieren. Die Eröffnung fand im Jahr 1976 statt.
Das wenig einladend wirkende Betongebäude besteht aus einer Konferenzhalle, mehreren Sitzungszimmern, einer Galerie für Ausstellungen, einem Theater, das auch für Kinovorführungen genutzt wird, und einer Bankett-Halle.
In der Freundschaftshalle von Khartum fand vom 16. bis 24. Januar 2006 das 6. Treffen der Afrikanischen Union statt.